# Baabe
Baabe er en by og kommune i det nordøstlige Tyskland, beliggende under Landkreis Vorpommern-Rügen på øen Rügen. Landkreis Vorpommern-Rügen ligger i delstaten Mecklenburg-Vorpommern.
- Wikimedia Commons har flere filer relateret til Baabe